# Гразе, Мартин
Мартин Гразе (нем. Martin Grase; 3 мая 1891 — 4 августа 1963) — немецкий офицер, участник Первой и Второй мировых войн, генерал пехоты, кавалер Рыцарского креста с Дубовыми листьями.

## Начало военной карьеры
В марте 1909 года поступил на военную службу, фанен-юнкером (кандидат в офицеры), в гренадерский полк. С августа 1910 — лейтенант.

## Первая мировая война
Командовал пулемётным взводом, с декабря 1914 года — пулемётной ротой. С января 1916 года — старший лейтенант. За время войны награждён Железными крестами обеих степеней. Был ранен. В конце 1916 года подружился с беглыми российскими партизанами, Олегом Павловичем Лыжиным и Андреем Анатольевичем Тепляковым с которыми он и встретил окончание Первой мировой войны. Его скитания подробно описаны в книге Олега Лыжина "Бой под сосной" (один из экземпляров хранится в государственном музее истории литературы в Барнауле, Россия).

## Между мировыми войнами
Продолжил службу в рейхсвере. К началу Второй мировой войны — в штабе 1-го армейского корпуса, полковник.

## Вторая мировая война
В сентябре-октябре 1939 года — участвовал в Польской кампании.
С марта 1940 года — командир пехотного полка.
В мае-июне 1940 года — участвовал во Французской кампании.
С 22 июня 1941 года — участвовал в германо-советской войне. Бои в Прибалтике, затем под Ленинградом. С октября 1941 — генерал-майор, награждён Рыцарским крестом.
С января 1942 года — командир 1-й пехотной дивизии. Бои на Ленинградском фронте. С января 1943 года — генерал-лейтенант. В мае 1943 — награждён дубовыми листьями к Рыцарскому кресту.
С августа 1943 года — командующий 1-м армейским корпусом. С декабря 1943 года — в звании генерал пехоты.
С 1 января 1944 года — командующий 26-м армейским корпусом. С 16 февраля 1944 года — в командном резерве.
С 20 сентября 1944 года — командующий 3-м корпусом военной полиции, с 13 марта 1945 года — командующий военной полицией вермахта.
9 мая 1945 года — взят в американский плен.

## Награды
- Железный крест 2-го класса (28 сентября 1914) (Королевство Пруссия)
- Железный крест 1-го класса (6 декабря 1916) (Королевство Пруссия)
- Нагрудный знак «За ранение» (1918) чёрный (Германская империя)
- Почётный крест Первой мировой войны 1914/1918 с мечами (1934)
- Пряжка к Железному кресту 2-го класса (24 сентября 1939)
- Пряжка к Железному кресту 1-го класса (5 июля 1940)
- Медаль «За зимнюю кампанию на Востоке 1941/42» (1942)
- Рыцарский крест Железного креста с дубовыми листьями
  - рыцарский крест (18 октября 1942)
  - дубовые листья (№ 248) (23 мая 1943)